# Ya Sonra
«Ya Sonra» (с тур. — «И что потом?»)— песня, записанная турецкой певицей Аждой Пеккан в 1978 году. Она представляет собой версию итальянской песни «Giorni», которую годом ранее выпустила певица Мина. Композитором песни является Луиджи Альбертелли, автором адаптированного текста — Фикрет Шенеш. Песня была выпущена лид-синглом с альбома Süper Star 2 вместе с «Yeniden Başlasın» на обратной стороне.
Для сборника 1998 года The Best of Ajda записала новую версию песни.

## Критический приём
Турецкий музыкальный критик Майкл Куюджу отметил эту композицию как одну из ключевых на альбоме, и которая впоследствии стала классикой в дискографии Пеккан. 

## Список композиций
7" сингл
A1. «Ya Sonra» — 4:59
A2. «Yeniden Başlasın» (Фикрет Шенеш, Лучано Росси) — 3:55

## Участники записи
- Ажда Пеккан — вокал
- Норайр Демирчи — аранжировка, оркестр
- Йешиль Гиресун — продюсер
- Морис Мачоро — фото с обложки